# The Cobi Troupe
The Cobi Troupe fue una serie española de televisión, emitida por el canal de televisión Forta, aunque en un principio estaba previsto que se emitiera en Televisión Española, y protagonizada por la mascota olímpica Cobi, creada por Javier Mariscal en 1992, y sus amigos, una serie de personajes también creados por Mariscal: Petra (mascota paralímpica), Jordi, Olivia, Cachas, Nosi (mascota cultural) y el gato Bicho; junto a los personajes antagonistas: el doctor Normal y su esbirro don Tamino.
Tras la serie, se editó un CD con la banda sonora de la serie y una adaptación de The Cobi Troupe en una colección de cómics.

## Argumento
La serie cuenta con un argumento simple mediante surrealismo para fomentar la imaginación de los niño: Cobi reside en el Observatorio del Tibidabo, situado en la ciudad catalana de  Barcelona antes de los juegos olímpicos y en medio de los mismos. Y ya sea dentro o fuera de la ciudad, viven grande aventuras donde se enfrenta a los planes del villano de la serie, el doctor Normal, y su ayudante Tamino.
dichos planes, son los típicos de un Villano Genérico como destruir el mundo o la naturaleza, y a veces planes para fastidiar a la pandilla de Cobi o la propia ciudad de Barcelona.
Tanto el propio Cobi, como sus amigos ignoran por completo la existencia del Dr, y siempre logran fastidiar sus planes.
la serie constaba de 26 capítulos con 3 historias cortas cada una.

### Personajes
Cobi:líder de la pandilla,le gusta viajar y el arte.En una visita al museo olímpico es elegido como la mascota de los juegos de Barcelona por los mismos dioses del Olímpico.
Petra:Mejor Amiga de Cobi,depende de sus pies y sus trenzas al no tener manos.Fue elegida como la mascota de los Juegos Paralímpicos.
Jordi:Viste siempre con una gorra, Le gusta el Rock, y sabe varios idiomas.
Olivia:Es una de las amigas de cobi, tiene el pelo negro con una cola de caballo. le gustas la moda y las historias de amór.En un sueño, esta logró ser Soprano en Liceo.
Cachas:Amigo musculoso de Cobi, le gusta los deportes.Llegó a competir en la maratón de Nueva York.
Nosi:Amiga intelectual de Cobi, es también la mascota de las Olimpiadas Culturales.Ella es la voz intelectual del grupo.
Bicho:Mascota de Cobi, puede comer cualquier cosa.Fuera de España e Latino America fue llamado Gusi.
Sabrina:Fue la novia para Cobi en los capítulos pilotos a la serie. Dicho personaje fue substituido por Olivia.

## Cómics
junta la serie de TV, se hicieron una versiones de la misma en 6 libros cómic, que fusiona varios capítulos distintos entre sí, para crear una historia larga y continua.
fueron publicados por la editorial plaza Janes y hasta la fecha no han sido reeditados.
- Quateque Espacial
- Visita Barcelona
- Un día de Playa
- Una tarde en la Opera
- Amigos para Siempre
- Cobi, la Mascota Olímpica

## Difusión
La serie fue emitida en castellano, catalán, gallego, japonés, español latinoamericano y portugués brasileño.
Sin embargo no ha vuelto a ser vista a nivel mundial desde 1993. 
Tampoco existen la publicación en formato casero o digital.

## Producción
La serie animada estuvo enfocada a una audiencia infantil de entre 5 y 12 años. a producción musical estuvo a cargo de Xavier Capellas, la dirección de producción de Olivia Borricón y la producción ejecutiva de Claudio Biern Boyd. Los dibujos y la animación fueron producidos por la propia BRB Internacional en Madrid, con la excepción de algunos episodios, que fueron animados por el estudio Jade Animation, en China. Los guiones fueron escritos por el propio Mariscal y la Compañía de Teatro El Tricicle.
La serie, de 26 capítulos de media hora de duración, fue producida por BRB Internacional. Los capítulos fueron doblados al español latino, castellano y catalán. Los derechos de la serie fueron adquiridos por 24 canales de televisión. En México, la serie fue transmitida por el Canal 5 de Televisa; en Perú, fue emitida a través de Panamericana Televisión. En Japón, se transmitió por NHK. En Chile, la serie ha sido emitida por TVN.